# Walter Schäppi
Walter Schäppi (* 3. September 1938 in Luzern) ist ein ehemaliger Schweizer Radrennfahrer und nationaler Meister im Radsport.

## Sportliche Laufbahn
Schäppi begann 1955 mit dem Radsport. 1957 qualifizierte er sich für die A-Klasse der Amateure mit einem Sieg im Strassenrennen von Luzern.
Er gewann im Bahnradsport 1957 (mit dem RC Seebach) und 1961 (mit dem RV Zürich) die nationale Meisterschaft in der Mannschaftsverfolgung. Schäppi startete ab 1960 für den Radfahrer-Verein Zürich. Mit ihm wurden 1961 Werner Rezzonico, Jean Brun und Roland Zöffel Schweizer Meister. 1964 wurde er in der Meisterschaft im Steherrennen der Amateure Dritter hinter dem Sieger Ueli Luginbühl.
Von 1960 bis 1962 fuhr er als Unabhängiger. Im Rennen der UCI-Strassen-Weltmeisterschaften 1959 kam er auf den 47. Rang.